# Akeley (Minnesota)
Akeley – miasto w Stanach Zjednoczonych, w stanie Minnesota, w hrabstwie Hubbard.